# Długomiłowice
Długomiłowice (dodatkowa nazwa w j. niem. Langlieben) – wieś w Polsce położona w województwie opolskim, w powiecie kędzierzyńsko-kozielskim, w gminie Reńska Wieś na Górnym Śląsku.
Częściami wsi są: Pierzchowice i Żabnik.
W latach 1954–1968 wieś należała i była siedzibą władz gromady Długomiłowice, po jej zniesieniu w gromadzie Reńska Wieś.
Długomiłowice są położone na styku mezoregionów Kotliny Raciborskiej i Płaskowyżu Głubczyckiego.

## Nazwa
Nazwa jest prawdopodobnie nazwą patronimiczną i wywodzi się od staropolskiego imienia męskiego „Długomiła” złożonego z członów Długo- („długi – rozciągnięty w przestrzeni”) oraz -mił („miły”) oznaczającego „miły ludziom wszędzie na dużym obszarze”.
Według niemieckiego geografa oraz językoznawcy Heinricha Adamy’ego pierwotna była polska nazwa, która później została zgermanizowana. W swoim dziele o nazwach miejscowości na Śląsku wydanym w 1888 roku we Wrocławiu Adamy wymienia jako najstarszą zanotowaną nazwę miejscowości Dlugo milowice, podając jej znaczenie „wurde übersetzt in Langlieben”, czyli po polsku „zostało przetłumaczone na Langlieben”.
Podobny wywód prezentuje śląski pisarz Konstanty Damrot w swojej pracy o śląskim nazewnictwie z 1896 roku wydanej w Bytomiu. Wymienia on dwie nazwy - obecnie funkcjonującą, polską „Długomiłowice” oraz niemiecką „Langliebau”. W dokumencie z 1217 roku wydanym przez biskupa wrocławskiego Lorenza wymieniona jest w zlatynizowanej staropolskiej formie Dlugomilovici.

## Historia
- 26 kwietnia 1376 r. – pierwsza wzmianka o Długomiłowicach – wymieniany jest właściciel wsi Henryk na Długomiłowicach;
- 1760 r. – miał tutaj kwaterę główną baron Gideon Ernest von Laudon;
- czerwiec 1762 r. – obozuje tutaj pruski korpus pod dowództwem generała Paula van Wernera;
- Od XIX w.do 1933 r. wieś posiadała pieczęć gminą dla gminy Krzanowice i Dłomiłowice, na której przedstawiono drzewo liściaste.  Legenda na pieczęci z 1924 r. brzmiała + GEM: KRZANOWITZ U (nd) LANGLIEBEN + || KREIS COSEL[9].
- 1 października 1898 r. – otwarcie linii kolejowej Reńska Wieś do Polska Cerekiew przebiegającej przez Długomiłowice
- 1945 r. – wieś zostaje poważnie zniszczona podczas walk pomiędzy wojskami niemieckimi a radzieckimi

## Zabytki

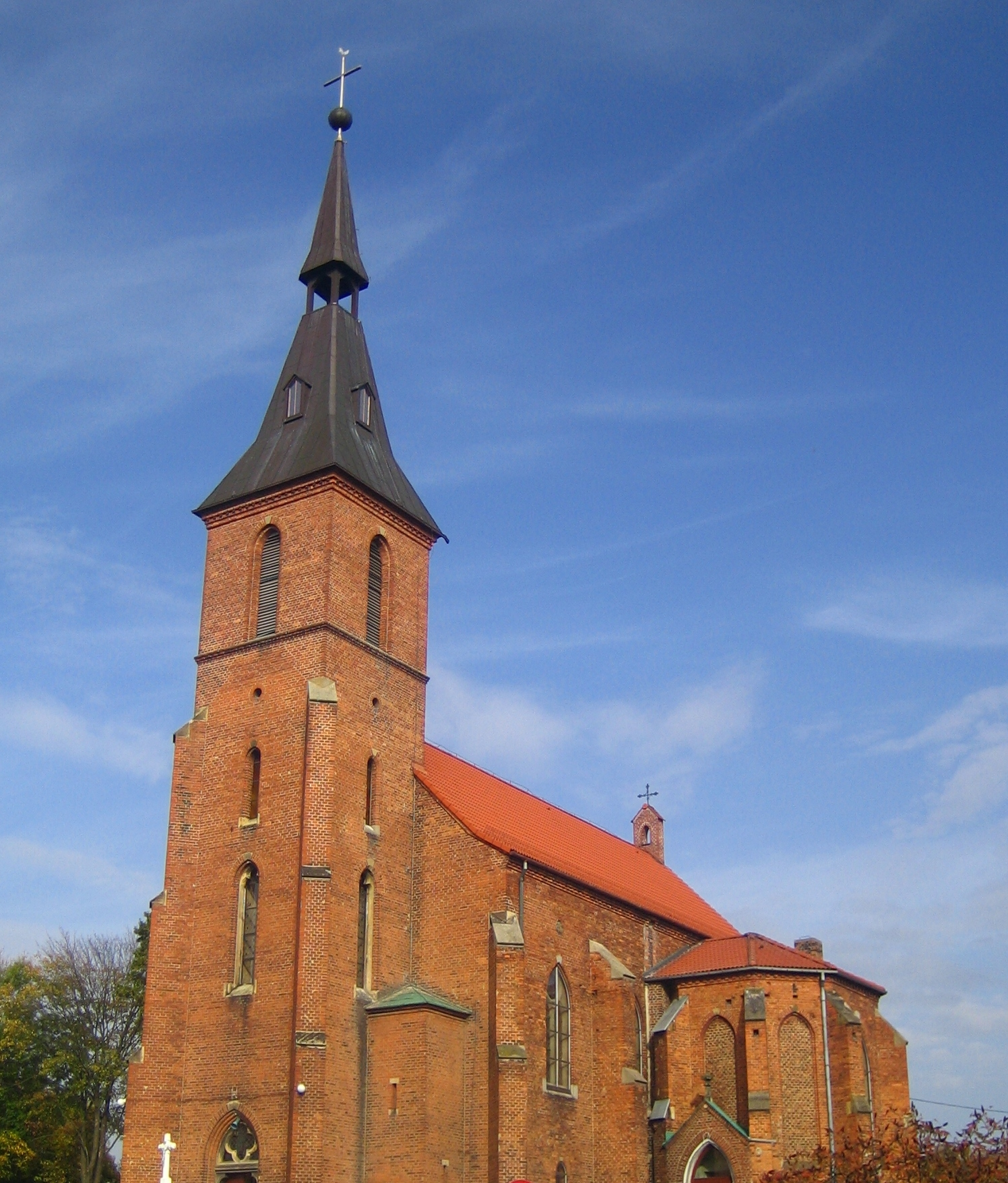
Kościół pw. św. Marii Magdaleny

Do wojewódzkiego rejestru zabytków wpisany jest:
- park, z drugiej poł. XVIII-XIX w.

inne zabytki:
- kościół pw. św. Marii Magdaleny, neogotycki.